# Jan Chryzostom Radojewski
Jan Chryzostom Radojewski herbu Ogończyk (zm. 1753) – kasztelan inowrocławski w latach 1737–1753, chorąży brzeskokujawski w latach 1736–1737, chorąży bydgoski w latach 1728–1736, podczaszy brzeskokujawski w latach 1726–1728, pisarz brzeskokujawski w latach 1718–1726, surogator poznański.
Poseł województwa poznańskiego i kaliskiego na sejm nadzwyczajny pacyfikacyjny 1736 roku.